# Ли Шисинь
Ли Шиси́нь (кит. упр. 李世鑫, пиньинь Lǐ Shìxīn, р. 12 февраля 1988) — австралийский прыгун в воду китайского происхождения, чемпион мира.

## Биография
Ли Шисинь родился в 1988 году в Маомине провинции Гуандун. В 2008 году занял 3-е место на чемпионате КНР в синхронных прыжках с 3-метрового трамплина (в паре с Чжан Синьхуа). В 2009 году стал серебряным призёром чемпионата КНР в прыжках с 1-м трамплина. В 2011 году стал чемпионом мира по прыжкам с 1-метрового трамплина, на чемпионате мира 2013 года вновь завоевал золотую медаль.
С 2019 года начала выступать за Австралию. На чемпионате мире 2022 года в возрасте 34 лет завоевал бронзу на метровом трамплине.
На чемпионате мира 2024 года в Дохе, в командном турнире, в составе сборной Австралии, завоевала бронзовую медаль. 